# Kinderstoel

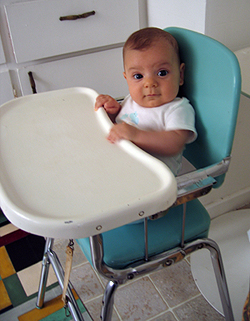
Kinderstoel met tafeltje

Een kinderstoel is een kleine stoel die hoog op de poten staat, waardoor kleine kinderen, met name baby's en peuters, aan dezelfde tafel kunnen zitten als volwassenen, of op de juist hoogte zitten om door een volwassene zonder te bukken gevoed te worden.
Veel kinderstoelen worden uitgevoerd met een veiligheidsbeugel of een klein tafeltje aan de voorzijde van de zitting, zodat het kind niet te gemakkelijk uit de stoel kan glijden of stappen. Op een dergelijk tafeltje kan bij het eten ook het bord worden neergezet waaruit het kind eet. Sommige kinderstoelen hebben een in hoogte verstelbare zitting, waardoor de stoel met het kind kan meegroeien. De Tripp Trapp is daarvan het canonieke voorbeeld.

## Soorten
Er zijn 5 soorten kinderstoelen:
1. Standaard: Een traditionele kinderstoel met een stabiele basis, zitje, rugleuning en een veiligheidsgordel of tuigje om het kind op zijn plaats te houden. Vaak verstelbaar qua hoogte en zitpositie.
2. Meegroeistoel: Een aanpasbare kinderstoel die met het kind mee groeit, van baby tot tiener.
3. Opvouwbare kinderstoel: Een lichtgewicht, draagbare kinderstoel die ingeklapt kan worden voor eenvoudige opslag en transport.
4. Stoelverhoger: Een compacte zitoplossing die op een gewone eetkamerstoel wordt geplaatst om de zithoogte van een kind te verhogen.
5. Hangstoel: Een draagbare kinderstoel die aan de rand van een tafel wordt bevestigd.